# Шахи
Шахи (слч. Šahy, мађ. Ipolyság) град је у Словачкој, који се налази у оквиру Њитранског краја, где је у саставу округа Љевице.

## Географија
Шахи је смештен у јужном делу државе, на самој државној граници са Мађарском. Главни град државе, Братислава, налази се 260 km источно од града.
Рељеф: Шахи се развио у северном ободу Панонске низије, на месту где равница прелази у долину Ипеља. Град је положен на приближно 135 m надморске висине.
Клима: Клима у Шахију је умерено континентална.
Воде: Шахи се развио на реци Ипељ, која је гранична између Словачке и Мађарске на средњем и доњем делу свог тока. Због положаја града на обе стране овде се направио изузетак у разграничавању, па словачка држава сасвим малим делом прелази и на леву обалу Ипеља.

## Историја
Људска насеља на овом простору датирају још из праисторије. Насеље под данашњим именом први пут се спомиње 1237. године, као место насељено Мађарима. Током следећих векова Шахи су биле мало насеље био у саставу Угарске.
Крајем 1918. Шахи је постао део новоосноване Чехословачке. У времену 1938-44. године град је био враћен Хортијевој Мађарској, али је поново враћен Чехословачкој после рата. У време комунизма град је нагло индустријализован, па је дошло до наглог повећања становништва. После осамостаљења Словачке град је постао њено општинско средиште, али је дошло до привредних тешкоћа у време транзиције. 1969. године Полтар је добио градска права.

## Становништво
| Година:    | 1994. | 2004.   | 2014.   | 2024.   |
| ---------- | ----- | ------- | ------- | ------- |
| Број људи: | 8526  | 7971    | 7516    | 6919    |
| Разлика:   |       | -6,50 % | -5,70 % | -7,94 % |

| Година:    | 2023. | 2024.   |
| ---------- | ----- | ------- |
| Број људи: | 6992  | 6919    |
| Разлика:   |       | -1,04 % |

Данас Шахи има испод 8.000 становника и последњих година број становника опада.
Етнички састав: По попису из 2001. састав је следећи:
- Мађари - 62,2%,
- Словаци - 34,6%,
- Чеси - 0,6%,
- остали.

Верски састав: По попису из 2001. састав је следећи:
- римокатолици - 84,1%,
- атеисти - 6,9%,
- лутерани - 3,5%,
- остали.

## Партнерски градови
- Вац

## Галерија
- Стари део Шахија
- Градска кућија Шахија
- Градска римокатоличка црква
- Шахијска калварија